# Gmina Skoki
Gmina Skoki là một gmina đô thị-nông thôn (quận hành chính) ở hạt Wągrowiec, Voivodeship Greater Ba Lan, ở phía tây trung tâm Ba Lan. Khu vực hành chính của nó là thị trấn Skoki, nằm khoảng 16 kilômét (10 mi) về phía nam của Wągrowiec và 34 km (21 mi) về phía đông bắc của thủ phủ khu vực Poznań.
Gmina có diện tích 198,52 kilômét vuông (76,6 dặm vuông Anh), và tính đến năm 2006, tổng dân số của nó là 8.749 (trong đó dân số Skoki lên tới 3.866, và dân số của vùng nông thôn của gmina là 4.883).
Gmina chứa một phần của khu vực được bảo vệ gọi là Công viên Cảnh quan Puszcza Zielonka.

## Làng
Ngoài thị trấn Skoki, Gmina Skoki bao gồm các làng và các khu định cư như Antoniewo Gorne, Antoniewo-Leśniczówka, Bliżyce, Brzezno, Budziszewice, Chociszewko, Chociszewo, Dzwonowo, Dzwonowo Leśne, Glinno, Grzybowice, Grzybowo, Ignacewo, Jabłkowo, Jagniewice, Kakulin, Kuszewo, Lechlin, Lechlin-Huby, Lechlinek, Łosiniec, Miączynek, Młynki, Nadmłyn, Niedarzyn, Niedźwiedziny, Pawłowo Skockie, Pomarzanki, Potrzanowo, Raczkowo, Rakojady, Rejowiec, Rościnno, Roszkówko, Roszkowo, Sława Wielkopolska, Sławica, Stawiany, Szczodrochowo và Wysoka.

## Gmina lân cận
Gmina Skoki giáp với các gmina khác như Kiszkowo, Kłecko, Mieścisko, Murowana Goślina, Rogoźno và Wągrowiec.